# Агенты А.Н.К.Л.
«Агенты А.Н.К.Л.» (англ. The Man from U.N.C.L.E.) — американский художественный фильм режиссёра Гая Ричи, основанный на одноимённом телесериале 1960-х годов. В главных ролях — Генри Кавилл, Арми Хаммер и Алисия Викандер. Первоначально премьера в США была запланирована на 16 января 2015 года, но позже была перенесена на 14 августа 2015. В России премьера состоялась 13 августа 2015.

## Сюжет
Начало 1960-х годов, разгар холодной войны. В центре фильма агент ЦРУ Наполеон Соло и сотрудник КГБ Илья Курякин. Вынужденно отложив в сторону вражду, они объединяются для совместной миссии — остановить международную преступную неофашистскую организацию, которая стремится дестабилизировать хрупкий баланс сил путём распространения ядерного оружия и технологий. Единственная зацепка дуэта — Габи, дочь пропавшего немецкого учёного, являющегося ключом для проникновения в преступную организацию. Они должны найти его и предотвратить мировую катастрофу.

## В ролях
| Актёр               | Роль                                           |
| ------------------- | ---------------------------------------------- |
| Генри Кавилл        | Наполеон Соло                                  |
| Арми Хаммер         | Илья Курякин                                   |
| Алисия Викандер     | Габи Теллер                                    |
| Элизабет Дебики     | Виктория Винчигуэрра                           |
| Хью Грант           | директор УВМР Великобритании Александр Уэверли |
| Сильвестр Грот      | дядя Руди                                      |
| Люка Калвани        | Александр Винчигуэрра                          |
| Кристиан Беркель    | Удо Теллер                                     |
| Михаил Кузнецов     | Олег, начальник Ильи                           |
| Джаред Харрис       | Эдриан Сандерс                                 |
| Марианна Ди Мартино | секретарь                                      |

## Создание
Стивен Содерберг был прикреплён в качестве режиссёра фильма по сценарию Скотта Бёрнса, а Джордж Клуни собирался сыграть Наполеона Соло. Производство планировалось начать в марте 2012 года. Позже Клуни ушёл из проекта из-за травмы спины, полученной во время съёмок фильма «Сириана», и на главные роли стали рассматриваться Джозеф Гордон-Левитт, Райан Гослинг, Ченнинг Татум, Александр Скарсгард, Юэн Макгрегор, Роберт Паттинсон, Мэтт Деймон, Кристиан Бейл, Майкл Фассбендер, Брэдли Купер, Леонардо Ди Каприо, Юэль Киннаман, Рассел Кроу, Крис Пайн, Райан Рейнольдс и Джон Хэмм. Помимо этого руководители Warner Bros. хотели, чтобы бюджет не превышал 60 млн долларов, но Содерберг считал, что этих денег недостаточно в связи с требованиями проекта, такими как съёмочная площадка, реквизит эпохи 1960-х и съёмки на разных континентах.
В ноябре 2011 Содерберг оставил фильм из-за бюджета и конфликта в подборе актёров. Гай Ричи заменил Содерберга в качестве режиссёра. 18 марта 2013 Deadline.com сообщил, что Том Круз начал переговоры о получении роли Наполеона Соло. 24 апреля 2013 Арми Хаммер присоединился к актёрскому составу в роли Ильи Курякина. 8 мая 2013 стало известно, что Алисия Викандер ведёт переговоры о присоединении к актёрскому составу. 24 мая 2013 Круз покинул фильм из-за работы на фильме «Миссия невыполнима: Племя изгоев». 4 июня 2013 в качестве замены Круза студия выбрала английского актёра Генри Кавилла. 31 июля 2013 было объявлено, что съёмки фильма начнутся в сентябре 2013.
Также 31 июля 2013 актриса Элизабет Дебики получила роль роковой женщины, обойдя таких конкуренток, как Роуз Бирн и Шарлиз Терон. 8 августа 2013 Хью Грант присоединился к актёрскому составу в роли главы Британской военно-морской разведки. 3 сентября 2013 стало известно, что Джаред Харрис сыграет в фильме. 12 сентября 2013 Люка Калвани получил роль Александра — главного злодея фильма.
Съёмки фильма начались 9 сентября 2013 и проходили в Великобритании и Италии.
В Италии фильм снимался в Риме, а также на море в Неаполитанском заливе и в Арагонском замке. В Великобритании — Риджент-парке, Лондон (драка в общественном туалете Берлина между Соло и Ильёй), Chatham Historic Dockyard.
Советские наручные часы Ильи Курякина — марки «Победа», типичные часы 1950-х годов.

## Сиквел
В апреле 2017 стало известно, что Лайонел Уигрэм работает над написанием сценария для продолжения.